# Auf dem Wasser zu Singen

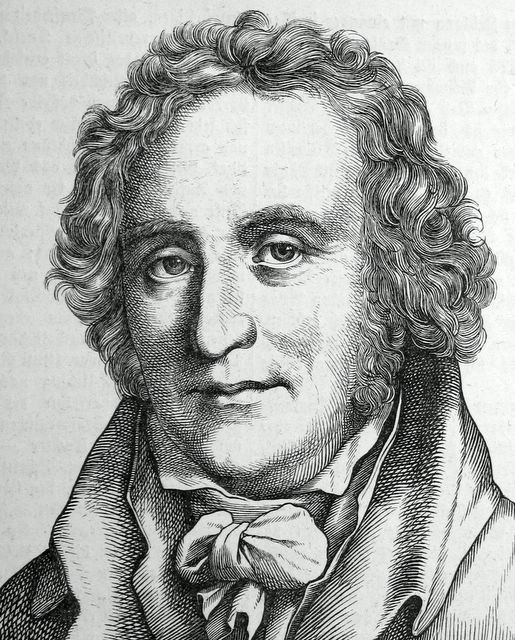
Friedrich Leopold zu Stolberg-Stolberg

Auf dem Wasser zu Singen is een gedicht van de Duitse dichter, vertaler en jurist Graaf Friedrich Leopold zu Stolberg-Stolberg.
Friedrich Leopold zu Stolberg-Stolberg schreef revolutionair-pathetische gedichten die men in de literatuurgeschiedenis tot de periode en stijl der Sturm und Drang rekent.
Auf dem Wasser zu Singen werd in 1783 door Heinrich Christian Boie gepubliceerd in zijn Gedichte der Brüder Christian und Friedrich Leopold Grafen zu Stolberg, herausgegeben von Heinrich Christian Boie, Carlsruhe bey Christian Gottlieb Schmieder 1783.
Een aantal gedichten waaronder Auf dem Wasser zu Singen werd door Franz Schubert voor piano en zangstem (sopraan) bewerkt. Franz Liszt heeft op zijn beurt de muziek van Schubert bewerkt tot een etude voor piano zonder begeleidende stem.

## Andere versies
- Anton Diabelli (1781-1858), Lied auf dem Wasser zu singen (arrangement voor sopraan, piano en csakan)
- Johann Wenzeslaus Kalliwoda (1801-1866), Lied auf dem Wasser zu singen, op. 192.
- Jan Bedřich (Johann Friedrich) Kittl (1806-1868), "Lied auf dem Wasser zu singen", op. 4 no. 3 (183-?)
- Hermann Nürnberg (1831-1894), Lied auf dem Wasser zu singen, op. 2 (Lieder) no. 2.

## Het gedicht
Mitten im Schimmer der spiegelnden Wellen
Gleitet, wie Schwäne, der wankende Kahn:
Ach, auf der Freude sanftschimmernden Wellen
Gleitet die Seele dahin wie der Kahn;
Denn von dem Himmel herab auf die Wellen
Tanzet das Abendrot rund um den Kahn.
Über den Wipfeln des westlichen Haines
Winket uns freundlich der rötliche Schein;
Unter den Zweigen des östlichen Haines
Säuselt der Kalmus im rötlichen Schein;
Freude des Himmels und Ruhe des Haines
Atmet die Seel im errötenden Schein.
Ach, es entschwindet mit tauigem Flügel
Mir auf den wiegenden Wellen die Zeit;
Morgen entschwinde mit schimmerndem Flügel
Wieder wie gestern und heute die Zeit,
Bis ich auf höherem strahlendem Flügel
Selber entschwinde der wechselnden Zeit.